# チャイルド・オブ・ゴッド (映画)
『チャイルド・オブ・ゴッド』（原題:Child of God）は2013年に公開されたアメリカ合衆国のサスペンス映画である。監督はジェームズ・フランコ、主演はスコット・ヘイズが務めた。本作はコーマック・マッカーシーが1973年に発表した同名小説を原作としている。

## 概略
1960年代、テネシー州。レスター・バラードは山奥の小屋で極貧暮らしを送っていたが、元来の暴力的な性格も災いし、彼に救いの手を差し伸べようとする者は一人もいなかった。そして、ついには小屋すらも失ってしまい、洞窟で寝起きすることを余儀なくされた。何もかもを失ったレスターは自暴自棄になり、ついには悪の道へ足を踏み入れてしまう。

## 日本語訳
- 『チャイルド・オブ・ゴッド』黒原敏行訳（早川書房、2013年）

## キャスト
- レスター・バラード：スコット・ヘイズ
- フェイト保安官：ティム・ブレイク・ネルソン
- ジェリー：ジェームズ・フランコ
- コットン：ジム・パラック
- ガーリー：ファロン・グッドソン
- アーネスト：ヴィンス・ジョリヴェット
- 最初の犠牲者：ニナ・リエティ
- ジョン・グリア：ブライアン・ラリー
- ミスター・フォックス：ボイド・スミス

## 製作
2011年9月16日、ジェームズ・フランコがコーマック・マッカーシーの小説『チャイルド・オブ・ゴッド』の映画化に着手していると報じられた。2012年2月6日、ティム・ブレイク・ネルソンの起用が発表された。同月、本作の主要撮影がウェストバージニア州で始まった。

## 公開・興行収入
2013年8月28日、本作のティーザー・トレイラーが公開された。31日、本作は第70回ヴェネツィア国際映画祭でプレミア上映された。9月8日には第38回トロント国際映画祭で、29日にはニューヨーク映画祭で本作の上映が行われた。2014年5月9日、ウェル・ゴー・USAエンターテインメントが本作の全米配給権を獲得したと報じられた。6月27日、本作のオフィシャル・トレイラーが公開された。8月1日、本作は全米8館で限定公開され、公開初週末に2万7630ドル（1館あたり3453ドル）を稼ぎだし、週末興行収入ランキング初登場53位となった。

## 評価
本作に対する批評家の評価は伸び悩んでいる。映画批評集積サイトのRotten Tomatoesには50件のレビューがあり、批評家支持率は42%、平均点は10点満点で4.9点となっている。サイト側による批評家の見解の要約は「原作に並々ならぬ敬意を払った作品ではあるが、原作に匹敵する出来映えの作品ではない。ジェームズ・フランコには、コーマック・マッカーシーの小説を映画化するだけの力量がなかったと言える。」となっている。また、Metacriticには17件のレビューがあり、加重平均値は50/100となっている。